# Polémi
Polémi är en ort i Cypern.   Den ligger i distriktet Eparchía Páfou, i den västra delen av landet, 80 km väster om huvudstaden Nicosia. Polémi ligger 488 meter över havet och antalet invånare är 769. Den ligger på ön Cypern.
Terrängen runt Polémi är huvudsakligen kuperad, men den allra närmaste omgivningen är platt.Trakten runt Polémi är glesbefolkad, med 10 invånare per kvadratkilometer. Närmaste större samhälle är Pafos, 14,4 km sydväst om Polémi. Trakten runt Polémi består till största delen av jordbruksmark.